# Winslow (Buckinghamshire)
Winslow – miasto w Anglii, w hrabstwie Buckinghamshire, w dystrykcie (unitary authority) Buckinghamshire. Leży 72 km na północny zachód od centrum Londynu. W 2001 miasto liczyło 4519 mieszkańców.